# Vochysia allenii
Vochysia allenii là một loài thực vật có hoa trong họ Vochysiaceae. Loài này được Standl. & L.O. Williams miêu tả khoa học đầu tiên năm 1952.